# Канзас-Сіті (аеропорт)
Міжнародний аеропорт Канзас-Сіті (IATA: MCI, ICAO: KMCI) — це міжнародний аеропорт за 15 миль (24 км) на північний захід від центру міста Канзас-Сіті в окрузі Платт (штат Міссурі, США). Аеропорт займає 10 680 акрів (4 320 га) і має три злітно-посадкові смуги.